# 盛婕
盛婕（1917年—2017年1月9日），又名盛曙霞，江苏武进人，中国舞蹈家，中国舞蹈家协会原副主席。丈夫是舞蹈家吴晓邦。